# Arnau Tenas
Arnau Tenas Ureña  (Vic, 30 mei 2001) is een Spaans voetballer die als doelman speelt. Hij tekende in 2023 voor Paris Saint-Germain.

## Clubcarrière
Tenas speelde tien seizoenen in de jeugdacademie van FC Barcelona. Hij speelde zevenenvijftig competitieduels voor FC Barcelona B. In juli 2023 tekende hij een driejarig contract bij Paris Saint-Germain. Op 3 december 2023 debuteerde hij in de Ligue 1 nadat Gianluigi Donnarumma rood kreeg.

## Interlandcarrière
Op 26 maart 2022 werd Tenas opgeroepen voor Spanje als vervanger voor de geblesseerde Robert Sánchez. Tenas maakte in 2024 onderdeel uit van het Spaans olympisch voetbalelftal voor de Olympische Zomerspelen in Parijs. Bondscoach Santi Denia nam hem op in zijn selectie. De Spaanse ploeg won goud door in de finale met 3–5 van Frankrijk te winnen. Tenas speelde in vijf van de zes wedstrijden mee.